# Innu Folk
 (signalé en juillet 2025).
Si vous disposez d'ouvrages ou d'articles de référence ou si vous connaissez des sites web de qualité traitant du thème abordé ici, merci de compléter l'article en donnant les références utiles à sa vérifiabilité et en les liant à la section « Notes et références ».
- Archive Wikiwix
- Bing
- Cairn
- DuckDuckGo
- E. Universalis
- Gallica
- Google
- G. Books
- G. News
- G. Scholar
- Persée
- Qwant
- (zh) Baidu
- (ru) Yandex
- (wd) trouver des œuvres sur Wikidata

Le Innu Folk se réfère à la musique folk des Amérindiens innus. Depuis le groupe Kashtin, qui n'existe plus à présent, d'autres chanteurs se sont fait connaître, mais seulement dans les communautés. Un des plus populaires est Meshikamau, avec des succès comme Tshitei et N'tanimenten.
Il y a aussi Mike Paul Kuekuatsheu un auteur-compositeur-interprète Nutshimiulnu né à Mashteuiatsh une communauté innue située sur les bords du Pekuakamit (Lac St Jean) située sur le Nitassinan territoire traditionnel jamais cédé du peuple Innu. Il est un des pionniers de sa communauté dans le milieu de la musique où il œuvre depuis 26 ans. Nommé au "prix de musique folk Canadien" 2020 également au "Indigenous Music Awards" en 2019. Il a présenté de nombreux concerts internationalement en Bretagne, en France, au Canada , Usa, Manitoba, au Québec ,en Ontario et au Nouveau-Brunswick.